# Parartemia zietziana
Espèce
Parartemia zietziana est une espèce de crustacés Branchiopodes de la famille des Parartemidae.